# Pescorocchiano
Pescorocchiano är en ort och kommun i provinsen Rieti i regionen Lazio i Italien. Kommunen hade 2 018 invånare (2018).